# Brodsko-posavska županija
Brodsko-posavska županija je ena izmed 21 županij Hrvaške. Glavno mesto županije je Slavonski Brod.

## Upravna delitev
- Mesto Slavonski Brod (sedež županije)
- Mesto Nova Gradiška
- Občina Bebrina
- Občina Brodski Stupnik
- Občina Bukovlje
- Občina Cernik
- Občina Davor
- Občina Donji Andrijevci
- Občina Dragalić
- Občina Garčin
- Občina Gornja Vrba
- Občina Gornji Bogićevci
- Občina Gundinci
- Občina Klakar
- Občina Nova Kapela
- Občina Okučani
- Občina Oprisavci
- Občina Oriovac
- Občina Podcrkavlje
- Občina Rešetari
- Občina Sibinj
- Občina Sikirevci
- Občina Slavonski Šamac
- Občina Stara Gradiška
- Občina Staro Petrovo Selo
- Občina Velika Kopanica
- Občina Vrbje
- Občina Vrpolje